# Арт Росов трофеј
Арт Росов трофеј (енгл. Art Ross Trophy) је награда Националне хокејашке лиге која се сваке године додељује играчу са највећим бројем остварених поена у току регуларног дела сезоне. Трофеј носи име по бившем канадском хокејашу, генералном менаџеру и тренеру Артуру Росу. Рос је такође познат као дизајнер пака који се данас користи у НХЛ-у. Награда је први пут додељена у сезони 1947/48 (Елмер Лаш, Монтреал, 61 поен).
Тренутни носилац награде је Патрик Кејн из екипе Чикаго блекхокси који је освојио 106 поена у сезони 2015/16 и постао први играч рођен у САД који га је освојио.

## Историја
Арт Росов трофеј као признања уведен је у НХЛ 1947. године у част Артура Роса, бившег генералног менаџера и тренера Бостон бруинса и члана дворане славних. Први трофеј додељен је по окончању сезоне 1947/48 канадском центру Елмеру Лашу, играчу Монтреал канадијанса,

## Освајачи
| Сезона  | Играч                            | Клуб                             | Поени                            |
| ------- | -------------------------------- | -------------------------------- | -------------------------------- |
| 1947/48 | Елмер Лаш                        | Монтреал канадијанси             | 61                               |
| 1948/49 | Рој Коначер                      | Чикаго блекхокси                 | 68                               |
| 1949/50 | Тед Линдзи                       | Детроит ред вингси               | 78                               |
| 1950/51 | Горди Хау                        | Детроит ред вингси               | 86                               |
| 1951/52 | Горди Хау                        | Детроит ред вингси               | 86                               |
| 1952/53 | Горди Хау                        | Детроит ред вингси               | 95                               |
| 1953/54 | Горди Хау                        | Детроит ред вингси               | 81                               |
| 1954/55 | Берни Жофрион                    | Монтреал канадијанси             | 75                               |
| 1955/56 | Жан Беливу                       | Монтреал канадијанси             | 88                               |
| 1956/57 | Горди Хау                        | Детроит ред вингси               | 89                               |
| 1957/58 | Дики Мур                         | Монтреал канадијанси             | 84                               |
| 1958/59 | Дики Мур                         | Монтреал канадијанси             | 96                               |
| 1959/60 | Боби Хал                         | Чикаго блекхокси                 | 81                               |
| 1960/61 | Берни Жофрион                    | Монтреал канадијанси             | 95                               |
| 1961/62 | Боби Хал                         | Чикаго блекхокси                 | 84                               |
| 1962/63 | Горди Хау                        | Детроит ред вингси               | 86                               |
| 1963/64 | Стан Микита                      | Чикаго блекхокси                 | 89                               |
| 1964/65 | Стан Микита                      | Чикаго блекхокси                 | 87                               |
| 1965/66 | Боби Хал                         | Чикаго блекхокси                 | 97                               |
| 1966/67 | Стан Микита                      | Чикаго блекхокси                 | 97                               |
| 1967/68 | Стан Микита                      | Чикаго блекхокси                 | 87                               |
| 1968/69 | Фил Еспозито                     | Бостон бруинси                   | 126                              |
| 1969/70 | Боби Ор                          | Бостон бруинси                   | 120                              |
| 1970/71 | Фил Еспозито                     | Бостон бруинси                   | 152                              |
| 1971/72 | Фил Еспозито                     | Бостон бруинси                   | 133                              |
| 1972/73 | Фил Еспозито                     | Бостон бруинси                   | 130                              |
| 1973/74 | Фил Еспозито                     | Бостон бруинси                   | 145                              |
| 1974/75 | Боби Ор                          | Бостон бруинси                   | 135                              |
| 1975/76 | Гај Лефлер                       | Монтреал канадијанси             | 125                              |
| 1976/77 | Гај Лефлер                       | Монтреал канадијанси             | 136                              |
| 1977/78 | Гај Лефлер                       | Монтреал канадијанси             | 132                              |
| 1978/79 | Брајан Тротиер                   | Њујорк ајландерси                | 134                              |
| 1979/80 | Марсел Дион                      | Лос Анђелес кингси               | 137                              |
| 1980/81 | Вејн Грецки                      | Едмонтон ојлерси                 | 164                              |
| 1981/82 | Вејн Грецки                      | Едмонтон ојлерси                 | 212                              |
| 1982/83 | Вејн Грецки                      | Едмонтон ојлерси                 | 196                              |
| 1983/84 | Вејн Грецки                      | Едмонтон ојлерси                 | 205                              |
| 1984/85 | Вејн Грецки                      | Едмонтон ојлерси                 | 208                              |
| 1985/86 | Вејн Грецки                      | Едмонтон ојлерси                 | 215                              |
| 1986/87 | Вејн Грецки                      | Едмонтон ојлерси                 | 183                              |
| 1987/88 | Марио Лемју                      | Питсбург пенгвинси               | 168                              |
| 1988/89 | Марио Лемју                      | Питсбург пенгвинси               | 199                              |
| 1989/90 | Вејн Грецки                      | Лос Анђелес кингси               | 142                              |
| 1990/91 | Вејн Грецки                      | Лос Анђелес кингси               | 163                              |
| 1991/92 | Марио Лемју                      | Питсбург пенгвинси               | 131                              |
| 1992/93 | Марио Лемју                      | Питсбург пенгвинси               | 160                              |
| 1993/94 | Вејн Грецки                      | Лос Анђелес кингси               | 130                              |
| 1994/95 | Јаромир Јагр                     | Питсбург пенгвинси               | 70                               |
| 1995/96 | Марио Лемју                      | Питсбург пенгвинси               | 161                              |
| 1996/97 | Марио Лемју                      | Питсбург пенгвинси               | 122                              |
| 1997/98 | Јаромир Јагр                     | Питсбург пенгвинси               | 102                              |
| 1998/99 | Јаромир Јагр                     | Питсбург пенгвинси               | 127                              |
| 1999/00 | Јаромир Јагр                     | Питсбург пенгвинси               | 96                               |
| 2000/01 | Јаромир Јагр                     | Питсбург пенгвинси               | 121                              |
| 2001/02 | Џером Игинла                     | Калгари флејмси                  | 96                               |
| 2002/03 | Петер Форсберг                   | Колорадо аваланши                | 106                              |
| 2003/04 | Мартен Сен-Луј                   | Тампа Беј лајтнингси             | 94                               |
| 2004/05 | Сезона је отказана због локаута. | Сезона је отказана због локаута. | Сезона је отказана због локаута. |
| 2005/06 | Џо Торнтон                       | Бостон бруинси Сан Хозе шаркси   | 125                              |
| 2006/07 | Сидни Крозби                     | Питсбург пенгвинси               | 120                              |
| 2007/08 | Александр Овечкин                | Вашингтон капиталси              | 112                              |
| 2008/09 | Јевгениј Малкин                  | Питсбург пенгвинси               | 113                              |
| 2009/10 | Хенрик Седин                     | Ванкувер канакси                 | 112                              |
| 2010/11 | Данијел Седин                    | Ванкувер канакси                 | 104                              |
| 2011/12 | Јевгениј Малкин                  | Питсбург пенгвинси               | 109                              |
| 2012/13 | Мартен Сен-Луј                   | Тампа Беј лајтнингси             | 60                               |
| 2013/14 | Сидни Крозби                     | Питсбург пенгвинси               | 104                              |
| 2014/15 | Џејми Бен                        | Далас старси                     | 87                               |
| 2015/16 | Патрик Кејн                      | Чикаго блекхокси                 | 106                              |
| 2015/16 | Конор МекДејвид                  | Едмонтон ојлерси                 | 100                              |

1. ↑  Сезона је скраћена због локаута
2. ↑  Торнтон је поене освојио играјући за два клуба, са Бостоном (33) и Сан Хозеом (92)
3. ↑  Сезона је скраћена због локаута